# Chamoy Thipyaso
Chamoy Thipyaso ( en tailandés : ชม้อย ทิพย์โส ; RTGS :  Chamoy Thipyaso ; nacida el 27 de noviembre de 1940) es una ex empleada de la Autoridad del Petróleo de Tailandia . Es conocida por haber recibido la sentencia de prisión más larga del mundo (no de cadena perpetua) a 141.078 años por su participación en un esquema piramidal que defraudó a más de 16.000 tailandeses y se estima que su patrimonio neto oscila entre 200 y 301 millones de dólares.

## Fondo Mae Chamoy
A finales de la década de 1960, Chamoy fundó un fondo de cheques llamado Fondo Mae Chamoy, que parecía una acción petrolera con altos rendimientos.  Debido a sus conexiones con la Real Fuerza Aérea Tailandesa y la Autoridad del Petróleo de Tailandia , el fondo pudo sostenerse durante un tiempo notablemente largo.  Sus conexiones con el ejército fueron un factor enorme en el poder político y empresarial, por lo que su aparente respaldo militar hizo que el plan pareciera legítimo.
El plan atrajo a 16.231 clientes y no se cerró hasta mediados de los años 1980.

## Arresto y pena de prisión
El fondo contaba con un gran número de inversores íticamente poderosos procedentes del ejército e incluso de la Casa Real, por lo que hubo peticiones al gobierno de que rescatara a los bancos y a los fondos de ahorros. Tras conversaciones con el rey , cuya naturaleza no se hizo pública, el Fondo Mae Chamoy fue clausurado y Chamoy fue detenida. La fuerza aérea la mantuvo retenida en secreto durante varios días y su juicio no se celebró hasta que se recuperaron las pérdidas del personal militar y real implicado.
El 27 de julio de 1989, Chamoy y siete cómplices fueron condenados por fraude empresarial . Fue sentenciada a un total de 141.078 años o cadena perpetua en prisión, pero la ley tailandesa de la época establecía que la sentencia máxima que podía cumplirse por fraude era de 20 años. Su sentencia fue reducida aún más, dos veces, y fue puesta en libertad en 1993.